# Aleksander Wielhorski
Aleksander Wielhorski (* 26. November 1890 in Złobycze; † 19. Oktober 1952 in Białystok) war ein polnischer Pianist und Komponist.
Wielhorski hatte seinen ersten Musikunterricht in Zytomierz. Später studierte er in Kiew und schließlich am Moskauer Konservatorium Klavier bei Konstantin Nikolajewitsch Igumnow und Komposition bei Sergei Iwanowitsch Tanejew. Nach Abschluss seines Studiums 1913 unternahm er Konzertreisen nach Paris und London. 1914 reiste er auf Einladung von Józef Hofmann in die USA, um unter ihm sein Klavierspiel zu perfektionieren.
1919 wurde Wielhorski Professor für Klavier an der Höheren Fryderyk-Chopin-Musikschule in Warschau, ab 1929 unterrichtete er auch am Konservatorium Warschau (heute Fryderyk-Chopin-Universität für Musik). Bei Konzerten spielte er neben Werken Chopins auch eigene Klavierkompositionen. Während des Zweiten Weltkrieges unterrichtete er an der von den Nationalsozialisten kontrollierten Staatlichen Musikschule, daneben gab er aber auch Untergrundkonzerte. Er wurde einmal von der Gestapo verhaftet, jedoch bald wieder entlassen.
1946 unternahm Wielhorsky eine Konzerttournee durch die USA, bei der er neben Werken Chopins und Karol Szymanowskis auch eigene Kompositionen aufführte. Nach seiner Rückkehr unterrichtete er als Professor für Klavier an der Höheren Staatlichen Musikschule (heute Fryderyk-Chopin-Universität für Musik) in Warschau. Neben Klavierwerken komponierte Wielhorski auch Solo- und Chorlieder, Kammermusik und sinfonische Stücke. Ein Teil seiner mehr als 60 Kompositionen ging während des Warschauer Aufstandes verloren.

## Quelle
- Aleksander Wielhorski – biography. Polnische Nationalbibliothek (Historical interpretations of Frederick Chopin works)

| Personendaten    | Personendaten                    |
| ---------------- | -------------------------------- |
| NAME             | Wielhorski, Aleksander           |
| KURZBESCHREIBUNG | polnischer Pianist und Komponist |
| GEBURTSDATUM     | 26. November 1890                |
| GEBURTSORT       | Złobycze                         |
| STERBEDATUM      | 19. Oktober 1952                 |
| STERBEORT        | Białystok                        |